# Henri Noguères
Henri Noguères (Bages de Rosselló, 13 de novembre del 1916 - París, 15 de novembre del 1990) va ser un polític, periodista, advocat i historiador nord-català.

## Biografia
Fill de Louis Noguères, passà la seva infància i joventut a París. Estudià a la facultat de dret, i va fer filosofia a la Sorbona. El 1932 s'afilià a les joventuts socialistes i quatre anys més tard es convertí en redactor de Le Populaire en 1936. Donà suport a Paul Faure en els seus primers anys a la SFIO, però hi trencà quan el secretariat general del partit aprovà l'acord de Múnic.
Combatent en els primers temps de la Segona Guerra Mundial, fou fet presoner dels alemanys, fins que al cap d'un any el permetern de tornar a casa per raons de salut. De tornada a París, acabà els estudis de dret i el novembre del 1942 es col·legià a París. Paral·lelament, es comprometé en la Resistència fent-se membre del "Comité d'action socialiste" de la zona nord, per una banda, i per l'altra esdevenint el corresponsal parisenc de "Libération-Sud". Al novembre del 1943 fou nomenat cap de la xarxa "Franc-Tireur"a la regió de Montpeller i passà a la clandestinitat. Detingut per les SS a l'estiu de 1944, aconseguí enfugir-se i tornà al Llenguadoc on, després de participar en els combats que alliberaren la regió, va ser nomenat delegat regional del Ministeri d'Informació.
Després de la rendició alemanya, Henri Noguères retorna com a periodista a Populaire i col·labora, a més a més, amb la ràdio estatal. Del 1946 al 1949 fou el redactor en cap de la publicació socialista fins que, per desacords amb Guy Mollet, passà a fer de columnista de Le Provençal. El 1950 fundà l'"Agence centrale parisienne de presse", de la qual era copropietari. Quatre anys més tard va ser un dels creadors d'Europe 1. Durant sis mesos del 1956 fou mobilitzat com a oficial de la reserva per la guerra d'Algèria, i aquesta feta el convencé de la necessitat de concedir la independència a la colònia francesa. Presentà la seva baixa a la SFIO i el 1959 contribuí a fundar el Parti socialiste autonome, posteriorment Parti socialiste unifié. S'adherí al Partit Socialista el 1969, quan aquest succeí la SFIO.
Entre els anys 1962 i 1966, Noguères va ser el director administratiu i director de col·leccions de les Éditions Robert Laffont. Seguidament, del 1966 al 1976, va ser secretari general de l'editorial Flammarion.
Militant de la Lliga Francesa pels Drets dels Homes en els anys 30, es tornà a adherir a l'entitat en 1958, i en fou elegit president el 1974, succeint-hi Daniel Mayer. En el 1976, es tornà a inscriure en el col·legi d'advocats de París, i litigà en processos que feien referència als drets humans. Fou també l'advocat de la part civil en el procés a Klaus Barbie, que acabaria condemnat per crims contra la Humanitat.
Va publicar diversos llibres d'història, el més rellevant dels quals fou probablement Histoire de la résistance, en cinc volums, publicada a Robert Laffont del 1967 al 1981, que dirigí en col·laboració amb Marcel Degliame-Fouché i el també rossellonès Jean-Louis Vigier. També fou autor del guió d'alguns documentals de televisió. Hom li dedicà una escola a París i carrers a París (el 2003) i Montpeller.

## Obres
- L'expédition d'Alger, 1830 Julliard, 1962
- Le suicide de la flotte française à Toulon, 27 novembre 1942 Paris: Laffont, 1961 (reed. Genève: Édition de Crémille, 1973 i Éditions J'ai lu «Leur aventure» A120/121)
- Munich ou la drôle de paix, 29 septembre 1938 Paris: Robert Laffont, col. «Ce jour-là», 1963; Le cercle du bibliophile, 1963 i Editions J'ai lu «Leur aventure» N°A191 (traduït a l'anglès: Munich or the phoney peace London: Weidenfeld and Nicolson, 1965)
- La Saint-Barthélémy, 24 août 1572 Édition de Crémille, col. «Les grandes purges de l'histoire», 1973 (traduït a l'anglès: The massacre of Saint Barthelemy London: Allen & Unwin, 1962)
- La vie quotidienne en France au temps du Front populaire, 1935-1938 Paris: Hachette, col. «Littérature et sciences humaines», 1977
- Histoire de la résistance en France de 1940 à 1945
  - Primera edició: 5 vol., Robert Laffont, 1967-1981
  - Edició revisada i ampliada: 10 vol., Genève: Crémille et Famot, 1982
- La Vérité aura le dernier mot Seuil, 1985 ISBN 2-02-033164-0